# Киффер, Сьюзен
Сьюзен Киффер (Susan Elizabeth Werner Kieffer; род. 17 ноября 1942, Уоррен, Пенсильвания, США) — американский геолог, специалист по геофизической гидродинамике. Доктор философии (1971), эмерит-профессор Иллинойсского университета в Урбане-Шампейне (с 2013), где трудилась с 2000 года, член Национальной АН США (1986) и Американского философского общества (2014).
Удостоена медали Пенроуза (2014) Геологического общества Америки, его высшей научной награды. Макартуровский стипендиат (1995).

## Биография
Окончила Аллегейни-колледж (бакалавр физики/математики с отличием по физике, 1964).
В Калифорнийском технологическом институте получила степени магистра геологических наук (1967) и доктора философии по планетологии (1971).
С 1973 по 1979 год ассистент-профессор геологии в Калифорнийском университете в Лос-Анджелесе.
С 1979 по 1990 год геолог Геологической службы США в Флагстаффе (Аризона).
С 1989 года профессор, с 1991 по 1993 год регент-профессор Университета штата Аризона.
Подписала «Предупреждение человечеству» (1992).
С 1993 по 1995 год профессор и заведующая кафедрой Университета Британской Колумбии.
В 1996 году соучредитель канадской компании Kieffer & Woo, Inc., в которой сотрудничала до окончания деятельности той в 2000 году.
С 2000 года профессор геологии и физики Иллинойсского университета в Урбане-Шампейне, с 2013 года эмерит-профессор.
Ведёт блог «Geology in Motion».
Член Американской академии искусств и наук (1988). Фелло Минералогического общества Америки (1981), Геологического общества Америки (1982), Американского геофизического союза (1985) и др.
Являлась ассоциированным редактором American Mineralogist.
Автор книги «Dynamics of Disaster» (W. W. Norton & Company, 2014).

## Награды и отличия
- 1977 — Стипендия Слоуна
- 1982 — Distinguished Alumnus Award Калтеха
- 1982 — Почётный доктор Аллегейни-колледжа
- 1989 — Премия Спендиарова (единственная её удостоившаяся женщина)[5]
- 2017 — Marcus Milling Legendary Geoscientist Medal, American Geosciences Institute[англ.][6]